# Finale de la Ligue des nations féminine de l'UEFA 2023-2024
La finale de la Ligue des nations féminine 2023-2024 est la 1re finale de la Ligue des nations féminine organisée par l'UEFA. Ce match de football a lieu le mercredi 28 février 2024 au stade Stade La Cartuja de Séville en Espagne. Il oppose l'Espagne vainqueur de la demi-finale face aux Pays-Bas (3-0) et la France, vainqueur de l'autre demi-finale face à l'Allemagne (2-1).

## Contexte
L'Espagne, championne du monde en titre, s'est qualifiée en étant première de son groupe, composé de l'Italie, de la Suède et de la Suisse après notamment d'importantes victoires 5-0 et 1-7 face à la Suisse et 5-3 face à la Suède, et ce, malgré une défaite 2-3 face à l'Italie. Elle retrouve en demi-finale les Pays-Bas qu'elle joue à domicile. Au terme d'un match totalement maîtrisé, La Roja s'impose 3-0 avec des buts de Jennifer Hermoso, de la ballon d'or Aitana Bonmatí et d'Ona Batlle,.
De son côté, la France, quart-de-finaliste de la Coupe du monde féminine 2023 sortie aux tirs au but par l'hôte australien, s'est qualifiée en étant la seule équipe invaincue dans un groupe composée de l'Autriche et de la Norvège et du Portugal, avec un seul match nul et n'ayant pris qu'un seul but en six rencontres. En demi-finale, Les Bleues retrouvent leur bête noire en compétition officielle, l'Allemagne. En effet, elles n'ont jamais gagné un seul match officiel et se sont faites sortir des Coupes du monde 2011 et 2015 ainsi que des Euro 2005, 2009 et 2022. Au terme du match au Groupama Stadium de Lyon, les Françaises s'imposent 2 buts à 1 sur des buts de Kadidiatou Diani et de Sakina Karchaoui sur penalty, marquant ainsi leur première victoire en compétition officielle face aux Allemandes, ainsi que l'accès à leur première finale officielle de leur histoire.

## Parcours des équipes
Note : les résultats des finalistes sont affichés en premier
| Rang | Équipe  | Pts | J | G | N | P | Bp | Bc | Diff |
| ---- | ------- | --- | - | - | - | - | -- | -- | ---- |
| 1    | Espagne | 15  | 6 | 5 | 0 | 1 | 23 | 9  | +14  |
| 2    | Italie  | 10  | 6 | 3 | 1 | 2 | 8  | 5  | +3   |
| 3    | Suède   | 7   | 6 | 2 | 1 | 3 | 8  | 10 | -2   |
| 4    | Suisse  | 3   | 6 | 1 | 0 | 5 | 2  | 17 | -15  |

| Rang | Équipe   | Pts | J | G | N | P | Bp | Bc | Diff |
| ---- | -------- | --- | - | - | - | - | -- | -- | ---- |
| 1    | France   | 16  | 6 | 5 | 1 | 0 | 9  | 1  | +8   |
| 2    | Autriche | 10  | 6 | 3 | 1 | 2 | 7  | 8  | -1   |
| 3    | Norvège  | 5   | 6 | 1 | 2 | 3 | 9  | 8  | +1   |
| 4    | Portugal | 3   | 6 | 1 | 0 | 5 | 5  | 13 | -8   |

## Match

### Feuille de match
| Match 4               | Espagne                                          | 2 - 0   | France | Stade de La Cartuja, Séville                        |                                                     |
| 28 février 2024 19h00 | ( Carmona) Bonmatí 32e · ( Batlle) Caldentey 53e | (1 - 0) |        | Spectateurs : 32 657 Arbitrage : Tess Olofsson (de) | Spectateurs : 32 657 Arbitrage : Tess Olofsson (de) |
| 28 février 2024 19h00 | Rapport                                          |         |        | Spectateurs : 32 657 Arbitrage : Tess Olofsson (de) | Spectateurs : 32 657 Arbitrage : Tess Olofsson (de) |

| Espagne | France |

| ESPAGNE :      |    |                      |     |     |
|                |    |                      |     |     |
| Gardien de but | 13 | Cata Coll            |     |     |
|                | 02 | Ona Batlle           | 56e |     |
|                | 04 | Irene Paredes        |     |     |
|                | 16 | Laia Codina          |     |     |
|                | 19 | Olga Carmona         |     | 68e |
|                | 06 | Aitana Bonmatí       |     |     |
|                | 14 | Laia Aleixandri      |     |     |
|                | 10 | Jennifer Hermoso     |     | 85e |
|                | 22 | Athenea del Castillo |     | 72e |
|                | 07 | Salma Paralluelo     |     |     |
|                | 08 | Mariona Caldentey    |     |     |
| Remplaçants :  |    |                      |     |     |
|                | 12 | Oihane Hernández     |     | 68e |
|                | 15 | Eva Navarro          |     | 72e |
|                | 21 | Vicky López          |     | 85e |
| Entraîneur :   |    |                      |     |     |
| Montse Tomé    |    |                      |     |     |

| FRANCE :       |    |                         |     |     |
|                |    |                         |     |     |
| Gardien de but | 16 | Pauline Peyraud-Magnin  |     |     |
|                | 05 | Elisa De Almeida        |     |     |
|                | 02 | Maëlle Lakrar           |     |     |
|                | 19 | Griedge Mbock           |     |     |
|                | 07 | Sakina Karchaoui        |     |     |
|                | 06 | Amandine Henry          |     | 58e |
|                | 08 | Grace Geyoro            |     |     |
|                | 11 | Kadidiatou Diani        | 66e | 76e |
|                | 09 | Eugénie Le Sommer       |     |     |
|                | 13 | Selma Bacha             |     | 76e |
|                | 18 | Marie-Antoinette Katoto |     | 58e |
| Remplaçants :  |    |                         |     |     |
|                | 15 | Kenza Dali              |     | 58e |
|                | 20 | Delphine Cascarino      |     | 58e |
|                | 10 | Amel Majri              |     | 76e |
|                | 03 | Julie Dufour            |     | 76e |
| Entraîneur :   |    |                         |     |     |
| Hervé Renard   |    |                         |     |     |

| Assistants : Almira Spahić Francesca Di Monte (de) Quatrième arbitre : Iuliana Demetrescu Arbitre vidéo : Rob Dieperink (nl) Assistante arbitre vidéo : Katrin Rafalski (de) Femme du match : Aitana Bonmatí |